# David Rothenberg
David Rothenberg (* 1962) ist ein amerikanischer Philosoph und Jazzmusiker (Klarinetten).

## Wirken
Rothenberg studierte bis 1984 (Bachelor of Art) an der Harvard University und promovierte 1991 an der Boston University.
Bereits früh war er beeinflusst von Paul Winters Album Common Ground, auf dem dieser seine eigenen Kompositionen mit Wal- und Vogelstimmen gemischt hatte, und begann, ähnliche Wege zu verfolgen: „Ich bin daran interessiert, Musik zu nutzen, um mehr über die natürliche Welt zu lernen.“ Nach dem Studienabschluss reiste er in Europa und spielte Jazz-Klarinette. Er hörte das aufgenommene Lied einer Einsiedlerdrossel und nahm Strukturen wahr, die ihn an ein Solo von Miles Davis erinnerten.
Als Musiker arbeitete er unter anderem mit Peter Gabriel, Hamid Drake, Glen Velez, Karl Berger, Nils Økland, Jan Bang, Ray Phiri, Adam Rudolph/Go: Organic Orchestra und Iva Bittová.
Rothenberg lehrt als Professor für Philosophie und Musik am New Jersey Institute of Technology. Er entwickelte ein besonderes Interesse an den Klängen der Tiere, die er als Musik versteht. Er ist zugleich Komponist und Jazzmusiker, dessen Bücher und Aufnahmen ein langjähriges Interesse daran zeigen, die Kommunikation anderer biologischer Arten, beispielsweise das Zirpen von Zikaden, dadurch zu verstehen, dass er mit ihnen musiziert.

## Werke

### Schriften
- Hand’s End: Technology and the Limits of Nature (University of California Press, 1993)
- Blue Cliff Record: Zen Echoes (Codhill Press, 2001)
- Sudden Music: Improvisation, Art, Nature (University of Georgia Press, 2002)
- Always the Mountains (University of Georgia Press, 2003)
- Why Birds Sing (Basic Books, 2005); dt. unter dem Titel Warum Vögel singen: Eine musikalische Spurensuche (Spektrum Verlag 2008)[4]
- Thousand Mile Song (Basic Books, 2008)
- Survival of the Beautiful: Art, Science and Evolution (Bloomsbury Press, 2011)
- Bug Music: How Insects Gave Us Rhythm and Noise (St Martins Press, 2013)
- Stadt der Nachtigallen. Berlins perfekter Sound (Rowohlt, 2020; engl. 2019)

als Herausgeber
- Peter Reed, David Rothenberg Wisdom in the Open Air: The Norwegian Roots of Deep Ecology (University of Minnesota Press, 1992)
- The Book of Music and Nature (Wesleyan, 2001)
- Writing the World: On Globalization (MIT, 2005)
- Arne Naess: Die Zukunft in unseren Händen: Eine tiefenökologische Philosophie (Trickster, 2013)

### Diskographische Hinweise
- 1992 Nobody Could Explain It (Accurate)[5]
- 1995:  David Rothenberg / Glen Velez / Graeme Boone On the Cliffs of the Heart (Newtone); laut JAZZIZ Magazine eine der zehn wichtigsten Jazz-CDs des Jahres[1]
- 2000: Unamuno (Felmay)
- 2005: David Rothenberg, Karnataka College of Percussion, R. A. Ramamani Bangalore Wild (rec. 1998)[6]
- 2009: Whale Music Remixed (Terra Nova), mit DJ Spooky, Scanner, Lukas Ligeti, Mira Calix, Ben Neill, Robert Rich u. a.
- 2010: David Rothenberg, Marilyn Crispell: One Dark Night I Left My Silent House (ECM Records).[7]
- 2011: David Rothenberg & Lewis Porter: Expulsion of the Triumphant Beast (Terra Nova)[8]
- 2014: Pauline Oliveros, David Rothenberg, Timothy Hill Cicada Dream Band (Gruenrekorder)[9]
- 2015: David Rothenberg, Korhan Erel Berlin Bülbül (Gruenrekorder)[10]
- 2018: Gunhild Seim, Marilyn Crispell, David Rothenberg Grenseland (Drollehålå)